# Agave univittata
Espèce
Statut de conservation UICN

LC : Préoccupation mineure
Agave univittata, la « plante centenaire à crête épineuse » ou « agave à crête épineuse »,r est une espèce de plante de la famille des Asparagaceae. Il originaire de zones côtières du sud du Texas et du nord-est du Mexique, à des altitudes inférieures à 100 m. Il a été souvent dénommé Agave lophantha par des botanistes dont Howard Scott Gentry, mais le nom Agave univittata est plus ancien et donc plus conforme aux règles nomenclaturales de la botanique.
Agave univittata a des feuilles épaisses et charnues, raides et ondulées le long des marges. Il présente des épines pointues et proéminentes sur les bords et les extrémités des feuilles. La tige florale mesure jusqu'à 5 m de haut et porte des fleurs blanc verdâtre à vert jaunâtre,.
Liste des synonymes
- Agave caerulescens Salm-Dyck ex Jacobi
- Agave heteracantha Zucc.
- Agave heteracantha var. univittata (Haw.) A. Terracc.
- Agave lophantha Schiede ex Kunth
- Agave lophantha var. angustifolia A.Berger
- Agave lophantha var. brevifolia Jacobi
- Agave lophantha f. caerulescens (Salm-Dyck ex Jacobi) Voss
- Agave lophantha var. caerulescens (Salm-Dyck ex Jacobi) Jacobi
- Agave lophantha var. gracilior Jacobi
- Agave lophantha var. pallida A.Berger
- Agave lophantha var. poselgeri A.Berger
- Agave lophantha var. subcanescens Jacobi
- Agave univittata var. angustifolia (A.Berger) Jacobson
- Agave univittata var. brevifolia Jacobi) Jacobson
- Agave univittata var. caerulescens (Salm-Dyck ex Jacobi) H.Jacobsen
- Agave univittata var. gracilior (Jacobi) Jacobson
- Agave univittata var. heteracantha (Zucc.) Breitung
- Agave univittata var. subcanescens (Jacobi) Jacobson
- Agave vittata Regel

## Culture
Agave vittata est cultivé comme plante ornementale et, au Royaume-Uni, le cultivar 'Quadricolor' a remporté le Award of Garden Merit de la Royal Horticultural Society,.
Étant donné que l'espèce est répandue et que la population globale est stable, elle n'est pas considérée par l'UICN comme menacée.